# 스토니 포인트 전투
스토니 포인트 전투(Battle of Stony Point, 1779년 7월 15일 ~ 7월 16일)는 미국 독립 전쟁 중 1779년 7월 15일부터 7월 16일 밤까지 뉴욕 스토니 포인트에서 대륙군과 영국군 사이에 벌어진 전투이다. ‘미친 앤서니’라는 별명을 가지고 있는 앤서니 웨인 장군이 이끄는 대륙군의 선발대가 허드슨강 기슭에 위치한 웨스트 포인트 남쪽에 있던 영국군의 요새를 야습하여 점령했다. 요새 탈취는 25분만에 성공했고, 영국군은 1개 보병연대에 해당하는 손실을 입었다. 이 요새는 허드슨강을 연결하는 중요한 도하지점이었으나, 점령 3일 만에 버려졌다. 영국군 지휘부도 그해 말, 스토니 요새가 방어하기 어려운 위치에 자리잡고 있다고 판단하여 이곳을 지키는 것을 포기했다. 이 도하지점은 2년 후, 요크타운으로 진군하는 대륙군이 사용했다.

## 배경
1777년 10월 새러토가 전투에서 영국군 존 버고인 장군이 항복한 다음 프랑스가 미합중국의 동맹국으로서 미국 독립 전쟁에 참가하자 영국군의 대 미합중국 전략은 달라질 수밖에 없었다. 북부의 주에서는 경제와 군사의 거점지에 대한 기습 정도로 그들의 전략이 축소되었고, 조지 워싱턴 대륙군을 결전의 장소로 이끌어 낼 전략이 필요하게 되었다. 하지만 워싱턴은 영국군이 본거지로 하는 뉴욕 시 주변의 방어가 강화된 진지에 군대를 배치하고, 그 이상은 나오려고 하지 않았다.
1779년 영국군이 구상한 작전에 내심 큰 기대를 하였지만, 결국은 북미총사령관인 헨리 클린턴 경의 인력이 부족하는 의견과 그 작전을 위해 약속된 병력의 도착 지연으로 방해를 받았다. 클린턴은 뉴저지 북부 미들브룩에 있던 대륙군 병영을 약화시켜서, 뉴욕 시를 침공하여 그곳을 손에 넣으려 했다. 이것이 성공하면 워싱턴의 보급선을 위협받게 될 것이며, 허드슨강 고원 지대로부터 보다 교전에 적합한 땅으로 끌려나오게 될 것이라고 클린턴은 믿었다.

### 영국군의 배치
1779년 5월 하순, 클린턴은 이 전략을 풀어낼 실마리로 약 8,000명의 군대를 이끌고 허드슨강을 거슬러 올라갔다. 영국군 전략관은 스토니 포인트의 위치가 허드슨강 지역과 킹스 페리 횡단 지역뿐만 아니라 허드슨 하이랜드를 들어가는 입구를 통제했던 핵심 지역이며, 라는 것을 깨달았다. 이러한 사실 때문에 그들은 그곳을 기습하기로 결정했다. 6,000여명의 영국군과 왕당파, 헤센군을 이끌던 클린턴 장군은 영국 해군의 배를 타고 허드슨으로 이동하여 저항을 받지 않고 상륙을 했다. 스토니 포인트는 40여명의 보잘것없는 미국 패트리어트들이 방비를 하고 있었으며, 북쪽으로 도망가기 전에 스토니 포인트 꼭대기에 지었던 미완성의 요새에 불을 질렀다. 영국군은 근처의 라파예트 요새를 공략하기 위해서 여러 대의 대포를 스토니 포인트의 가파르고, 울퉁불퉁한 경사를 통해 끌고 올라갔으며, 라파예트 요새를 포격하기 위해 유리한 고지를 이용했다. 이러한 움직임은 웨스트포인트에서 남쪽으로 약 10마일 (16 km), 뉴욕시에서 북쪽으로 35마일(56 km) 떨어진 강의 좁은 지역에 위치한 주요 도하지점인 킹스 페리를 효과적으로 차단했다.
클린턴이 미들브룩으로 행군할 수 있는 지원군을 기다리는 동안, 6월 초순에 코네티컷의 해안 도시를 습격하기 위해 윌리엄 토라이온에게 2,000명 이상의 부대원을 딸려 보냈다. 클린턴의 회고록에서는 이제 워싱턴의 군대를 더 동쪽으로 유인하기 위해서라고 밝혔다. 워싱턴은 코네티컷을 구하기 위해 많은 군대를 파견하지 않았다. 클린턴은 그 작전을 위해 스토니 포인트와 브프랜크 포인트의 수비병을 줄였지만, 워싱턴을 주둔지로부터 끌어내지는 못했다.
스토니 포인트는 헨리 존슨 중령이 지휘하는 제17보병연대가 주둔하고 있었다. 이 연대는 제 71보병연대의 2개 대대 중 하나에 속하는 척탄병 1개 중대, 로얄 아메리칸 연대의 1개 중대 규모의 분견대 및 로얄 포병연대의 분견대가 있었다. 야포는 15문이 있었고, 그 안에는 철제 5문 및 황동 대포 2문, 4문의 박격포, 4문 소형 곡사포가 포함되어 있었다. 영국 해군 포함 1척이 강에서 요새로 접근하는 것을 차단하기 위해 배치되었고, 무장한 슬루프 벌처 함(Vulture)도 강에 정박해 있었다.
워싱턴은 가까운 백버그 산 정상에서 망원경으로 이 요새를 구축하는 것을 관찰했다. 역사가들은 워싱턴이 또한 지역 상인에게서 수집한 정보를 통해 수비대의 세력, 사용되고 있는 표어 형식, 특히 백버그 산에서 보이지 않는 요새 남쪽 초소의 위치를 파악하고 전략을 구상하고 있었다고 생각한다. 워싱턴은 이 기간에 공격 전략을 구상해서, 펜실베이니아 전선의 지휘관인 앤서니 웨인 준장을 그 작전 지휘관으로 선발했다.
스토니 포인트의 영국군 진지는 방어가 보강되었지만, 18세기 유럽식 감각으로 진정한 요새라고 부르기엔 모자람이 많았다. 석재도 사용되지 않았고, 방벽을 구축되지 않았다. 방어는 흙을 쌓아 올린 돌출보(포대 위치)와 목재 울타리(쓰러진 나무 끝을 뽀족하게 해서, 둑에 박에 넣은)로 구성되어 있었다. 이 진지는 서쪽에서만 접근할 수 있는 바위 언덕에 위치했고, 전면에는 강으로 형성된 넓은 습지로 보호되고 있었다.

### 대륙군의 전술
6월 12일 이 진지를 습격하기 위해 경보병 군단이 편성되어 웨인 장군이 지휘관으로 임명되었다. 이 경보병 군단은 1777년부터 1781년까지 매년 워싱턴 군대 내 각 연대의 경보병 중대에서 계절에 따라 선발 편성된 전투 집단이었다. 1779년 군단은 4개 연대로 된 1개 여단이, 각 연대는 4개 중대로 된 2개 대대로 구성되었다. 그 자세한 내용은 다음과 같았다.
- 제1연대, 크리스찬 페비거 대령이 지휘하는 제2 버지니아 연대, 버지니아의 6개 중대와 펜실베이니아 2개 중대로 구성
- 제2연대, 리처드 버틀러 대령이 지휘하는 제9 펜실베이니아 연대, 펜실베이니아와 메릴랜드의 각 4개 중대로 구성[7]
- 제3연대, 리턴 조나단 멕스 대령이 지휘하는 제6 코네티컷 연대, 코네티컷의 8개 중대로 구성
- 제4연대, 매사추세츠의 6개 중대와 노스 캐롤라이나의 2개 중대로 부분적으로 편성된 임시 지휘관은 제8 매사추세츠 연대의 윌리엄 헐 소령, 제4연대는 8월에 완전히 편성되어 루퍼스 퍼트넘 대령이 지휘했다.

1,350명의 군단에 의해 수행되는 요새 기습 작전에는 야습을 필요로 했다. 각 연대는 300 내지 400명의 병사로 구성되었으며, 그 중에는 획득한 영국군의 야포를 운용할 포병도 포함되어 있었다. 18세기 군사적 기준으로는 단단하게 방비된 진지를 공격하기에는 충분하다고 말할 수 없는 병력이었지만, 워싱턴 전략은 기습이라는 요소 외에도 요새의 치명적인 결함을 계산에 두고 있었다. 진지 남쪽 기슭에 있는 나무 울타리는 허드슨강 수심 깊은 곳까지 쳐져 있지 않고, 썰물 때 좁은 해변을 따라가면 공격이 가능했다. 주력 공격은 이러한 접근로를 이용할 생각이었지만, 워싱턴은 가능하다면, 북쪽 해안을 따라서, 그리고 중앙에서 수로를 건너서 2차 공격과 양동 작전도 하도록 조언했다.
워싱턴은 웨인에게 필요하다면 현장에서 전략을 수정해도 좋다는 지시를 내렸다. 이것은 워싱턴에게는 특이한 행동이었으며, 웨인의 전술적 능력을 높이 샀던 것을 나타내고 있다. 이 습격은 만만치가 않았다. 깜깜한 한밤 중에 실행해야 했으며, 병사들이 가파르고, 바위투성인 스토니 포인트의 경사면을 올라가야 했으며, 기습을 해야만 했다. 이 마지막 요소를 실행하기 위해서 워싱턴은 다른 영국군 초병이 경계를 하지 못하도록 병사들에게 장전되지 않은 머스켓 총에 총검만으로 공격하도록 명령했다.

## 같이 보기
- 미국 독립 전쟁